# ベヘロフカ
ベヘロフカ(Becherovka)は、しばしば食後酒として飲まれる、ハーブの入ったビターズである。チェコ共和国の温泉地カルロヴィ・ヴァリで、ペルノ・リカール傘下のヤン・ベヘール社により製造される。20種類以上のハーブとスパイスを用いた秘密のレシピで作られる。かつては、Karlsbader Becherbitterと呼ばれた。
しばしばショウガやシナモンのフレーバーを持つと言われる。アルコール度数は38%であり、通常冷やして飲む。

## 歴史
発明者は、当時カールスバード(Carlsbad)と呼ばれたこの街出身のヨーゼフ・ヴィトゥス・ベヘール（1769年–1840年）である。"Haus der drei Lerchen / Dům U Tří skřivanů"（「3匹のモリヒバリの家」の意）という自身の店でスパイスや植民地で作られた商品の輸入販売をしていたほか、アルコール飲料の製造も行っていた。1794年、彼は蒸留所を借り、スピリッツの実験を始めた。
1805年、マクシミリアン・フリードリヒ・フォン・プレッテンベルク王子が療養のため、イングランド出身の侍医クリスティアン・フロブリクを伴ってカールスバードに到着した。フロブリクはヨーゼフと、ハーブの強さと新しいリキュールのレシピについて議論した。ベヘールはこのレシピを2年間テストし、その後、この新しい"English Bitter"リキュールを胃痛治療用として販売開始した。
ヨーゼフは2度結婚し（1度目の妻は肺炎で死亡した）、合計16人の子供に恵まれたが、彼より長生きしたのは5人の娘と2人の息子だけであった。息子のヨハン・ネポムク・ベヘールが1838年に蒸留所を継いだ。彼は新しい工場を建設し、会社の創業者とみなされている。彼の作った商品は、"Becher Carlsbad Bitter Liqueur"という名前で1830年頃から販売された。
第一次世界大戦中、彼のKarlsbader Becherbitterは、ボヘミア、オーストリア、ドイツ、ポーランド、スペイン、イタリア、トルコ及びエジプトで販売された。アメリカ合衆国における禁酒法の終了後、Becherbitterはアメリカ合衆国でも販売され始め、その4年後にはイングランドでも販売された。第二次世界大戦後、Karlsbader Becherbitterは、チェコ政府によるカルロヴィ・ヴァリからのドイツ人の資産の没収と強制追放（ベネシュ布告）の後、「ベヘロフカ」として知られるようになった。ベヘロフカは、チェコスロバキアで最も人気のある輸出品の1つとなった。
1998年から2003年まで、スロバキアでも製造販売された。これは、ズデニェク・ホフマンにより、国内のドマジュリツェで製造され、スロバキア内の店舗で販売された。ホフマンは、1939年にアルフレド・ベヘールが彼の祖父にレシピと製造許可を与え、それ以来、彼は戦争中にレシピの秘密を守れるかどうか心配していたと主張した。しかし、ホフマンは法廷でこのことを証明できず、2008年に地方裁判所から1年半の懲役刑を宣告された。
チェコの製造者は、製造工程の全ての秘密を知っており、1週間に1度ハーブとスパイスの調合を行う調合室への入室を許可されているのは、2人だけだと語っている。ハーブのいくつかは海外から輸入され、またいくつかはカルロヴィ・ヴァリ近辺で生育している。

## レモント

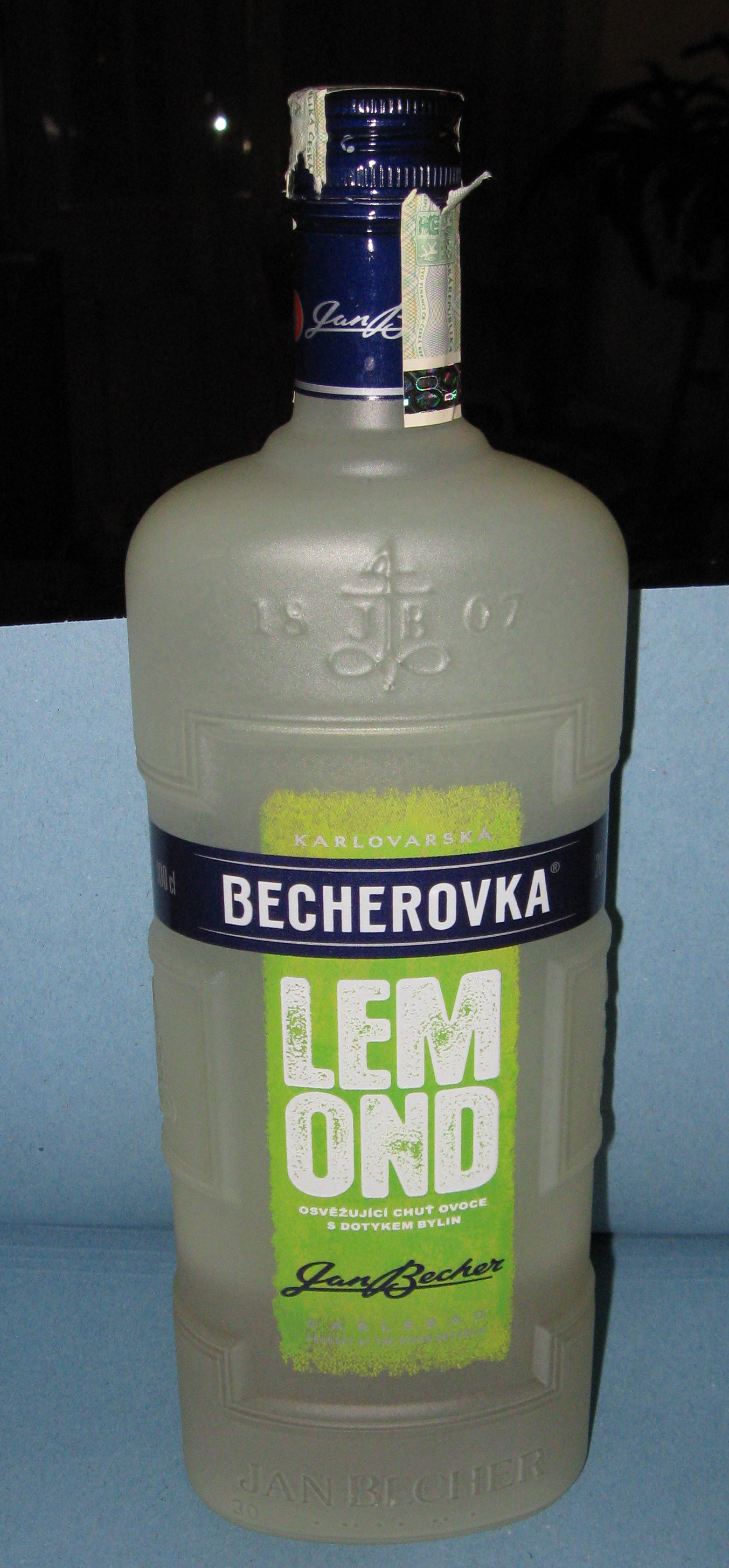
Becherovka Lemond

ベヘロフカ・レモントは、2008年から発売されているリキュールである。伝統的なベヘロフカをベースとしているが、アルコール度数は20%と低くなっている。レモントは通常ストレートで飲まれ、柑橘系の味から名付けられた。伝統的なベヘロフカと同様に、このレシピも秘密となっている。

## カクテル
トニックウォーターと混合し、「ベトン」と呼ばれるカクテルを作ることもある。これは、ベヘロフカとトニックのかばん語であるとともに、チェコ語等で「コンクリート」を意味する言葉でもある。このカクテルは、1967年モントリオール万国博覧会のチェコパビリオンで提供するために作られた。1990年代には、チェコ共和国内でも非常に人気があった。